# Latte artificiale

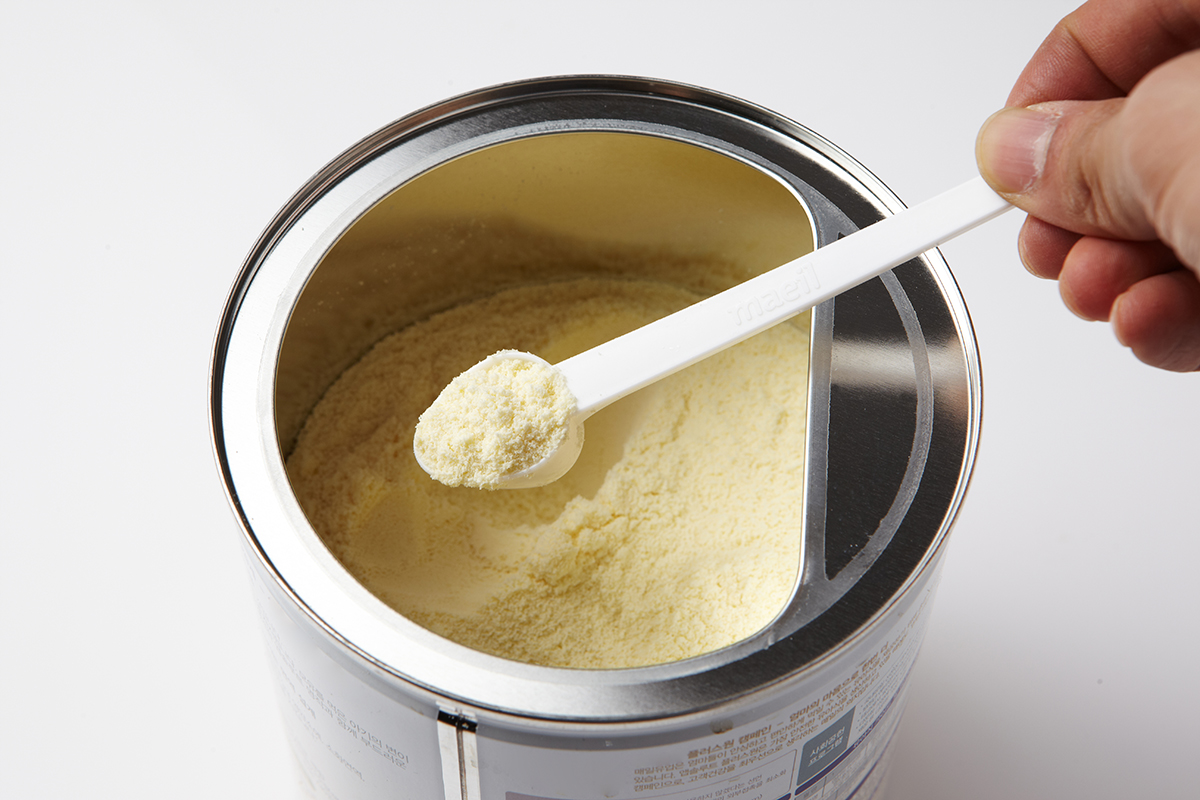
Latte artificiale

Il latte artificiale detto anche "latte formula" è un alimento costituito da latte vaccino che viene profondamente modificato per renderlo idoneo alle esigenze di un neonato.

## Indicazioni
Esso è indicato quando l'allattamento al seno non è praticabile (per non disponibilità, insufficienza oppure per controindicazione medica). La scelta del latte artificiale spetta sempre ed esclusivamente al pediatra; la madre non può e non deve assolutamente sceglierlo in base alle proprie preferenze.

## Formulazione
La formulazione di tutti i latti artificiali deve corrispondere ai dettami dell'ESPGAM, un ente internazionale di controllo costituito da medici che studiano le necessità alimentari dei neonati in funzione ad un corretto sviluppo. 
Esistono diversi latti artificiali destinati in base all'età del neonato:
- latte adattato, latte di partenza (Latte 1) : più digeribile e ricco di sieroproteine, ha una composizione molto simile a quella del latte materno, è arricchito di lattosio, oligosaccaridi, grassi di prevalenza vegetale, vitamine e sali minerali. Esso viene usato dalla nascita fino al 5º-6º mese. Utile sapere che per non incoraggiare in nessun modo un uso non corretto del latte di partenza il Decreto del 9 Aprile 2009, n°82 vieta in qualunque modo, forma e in qualsiasi canale la pubblicizzazione di questo prodotto.
- latte parzialmente adattato, latte di proseguimento (Latte 2) : si differenzia per il contenuto di lattosio e per un diverso contenuto proteico. La sua composizione è più vicina al latte vaccino. Esso viene usato dal 6º al 12º mese.
- latti crescita : vengono somministrati dai 12 mesi in poi. Essi non sostituiscono gli alimenti ma fanno parte dei prodotti dietetici. Sono composti da latte vaccino addizionato da vitamine e sali minerali.

## Critiche
La vendita di latte artificiale e gli interessi economici da questa promossi, sono stati oggetto di diversi studi da parte dell'Organizzazione Mondiale della Sanità e di altri enti internazionali. Si è sospettato che talune aziende abbiano surrettiziamente operato attraverso il comparaggio con pediatri compiacenti per l'introduzione del latte artificiale in sostituzione di quello materno anche in assenza di effettive motivazioni cliniche. Questo avviene soprattutto in alcune aree socioeconomicamente e culturalmente svantaggiate come alcuni stati dell'Africa, dove l'allattamento al seno dovrebbe essere preferito. Per questa ragione alcune aziende produttrici, come, ma non solo, la Nestlé, sono oggetto di un boicottaggio da parte di alcuni consumatori a partire dal 1977, e a tutt'oggi il boicottaggio Nestlé è coordinato dall'International Nestlé Boycott Committee.